# Carlos Manuel Piedra
Carlos Manuel Piedra y Piedra (hoặc Carlos Modesto Piedra y Piedra) (1895 – 1988) là chính khách người Cuba, từng là Quyền Tổng thống Cuba trong một ngày (2–3 tháng 1 năm 1959) trong quá trình chuyển giao quyền lực giữa Fulgencio Batista và nhà lãnh đạo cách mạng Fidel Castro trong Cách mạng Cuba. Piedra được chính phủ quân quản do Eulogio Cantillo lãnh đạo bổ nhiệm làm quyền tổng thống theo Hiến pháp Cuba năm 1940. Piedra trước đây từng là thẩm phán lớn tuổi nhất của Tòa án Tối cao. Việc bổ nhiệm Piedra, tổng thống cuối cùng sinh ra dưới thời Cuba thuộc Tây Ban Nha, đã vấp phải sự phản đối của Castro vì ông này tin rằng nên bổ nhiệm Manuel Urrutia.
Ông đã kết hôn với María Luisa Martínez Díaz và có hai cô con gái tên là Isis và Flavia Piedra Martínez.